# Івано-Кувалатська сільська рада
Іва́но-Кувала́тська сільська рада (рос. Ивано-Кувалатский сельский совет) — муніципальне утворення у складі Зілаїрського району Башкортостану, Росія. Адміністративний центр — село Івано-Кувалат.

## Населення
Населення — 481 особа (2019, 593 в 2010, 774 в 2002).

## Склад
До складу поселення входять такі населені пункти:
| Населений пункт      | Населення, осіб (2002) | Населення, осіб (2010) |
| -------------------- | ---------------------- | ---------------------- |
| Бердяш Руський, село | 45                     | 13                     |
| Івано-Кувалат, село  | 499                    | 430                    |
| Красний Кушак, хутір | 57                     | 10                     |
| Надеждинський, хутір | 173                    | 140                    |